# Lijst van burgemeesters van Lansingerland
Dit is een lijst van burgemeesters van de Nederlandse gemeente Lansingerland sinds het ontstaan op 1 januari 2007.
| Ambtsperiode | Naam burgemeester   | Partij of stroming | Bijzonderheden |
| ------------ | ------------------- | ------------------ | -------------- |
| 2007         | Bas Eenhoorn        | VVD                | waarnemend     |
| 2007 - 2013  | Ewald van Vliet     | VVD                |                |
| 2014 - 2015  | Coos Rijsdijk       | PvdA               | waarnemend     |
| 2015 - 2025  | Pieter van de Stadt | VVD                | [ 1 ]          |
| 2025 - heden | Jules Bijl          | D66                | waarnemend     |